# Arthonia peltigerina
Arthonia peltigerina är en lavart som först beskrevs av Almq., och fick sitt nu gällande namn av Henri Jacques François Olivier. Arthonia peltigerina ingår i släktet Arthonia, och familjen Arthoniaceae. Arten är reproducerande i Sverige.